# شصت و چهارمین مراسم گلدن گلوب
شصت‌وچهارمین مراسم گلدن گلوب (به انگلیسی: 64th Golden Globe Awards) در تاریخ ۱۵ ژانویه، ۲۰۰۷ برگزار شد. این مراسم از شبکه ان‌بی‌سی پخش می‌شد. دختران رؤیایی با برنده شدن سه گوی زرین موفق‌ترین فیلم این دوره بود و فیلم بابل نیز در هفت رشته کاندیدای دریافت گوی زرین بود که فقط توانست بهترین فیلم درام را برنده شود. مریل استریپ توانست برنده بهترین بازیگر زن فیلم کمدی شود.

## نامزدی‌ها و جوایز
| بهترین فیلم | بهترین فیلم |
| درام | موزیکال یا کمدی |
| --- | --- |

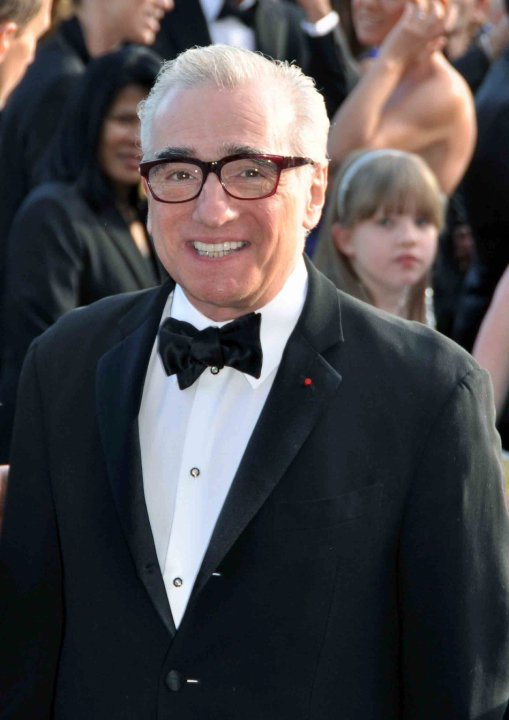
مارتین اسکورسیزی، برنده بهترین کارگردان

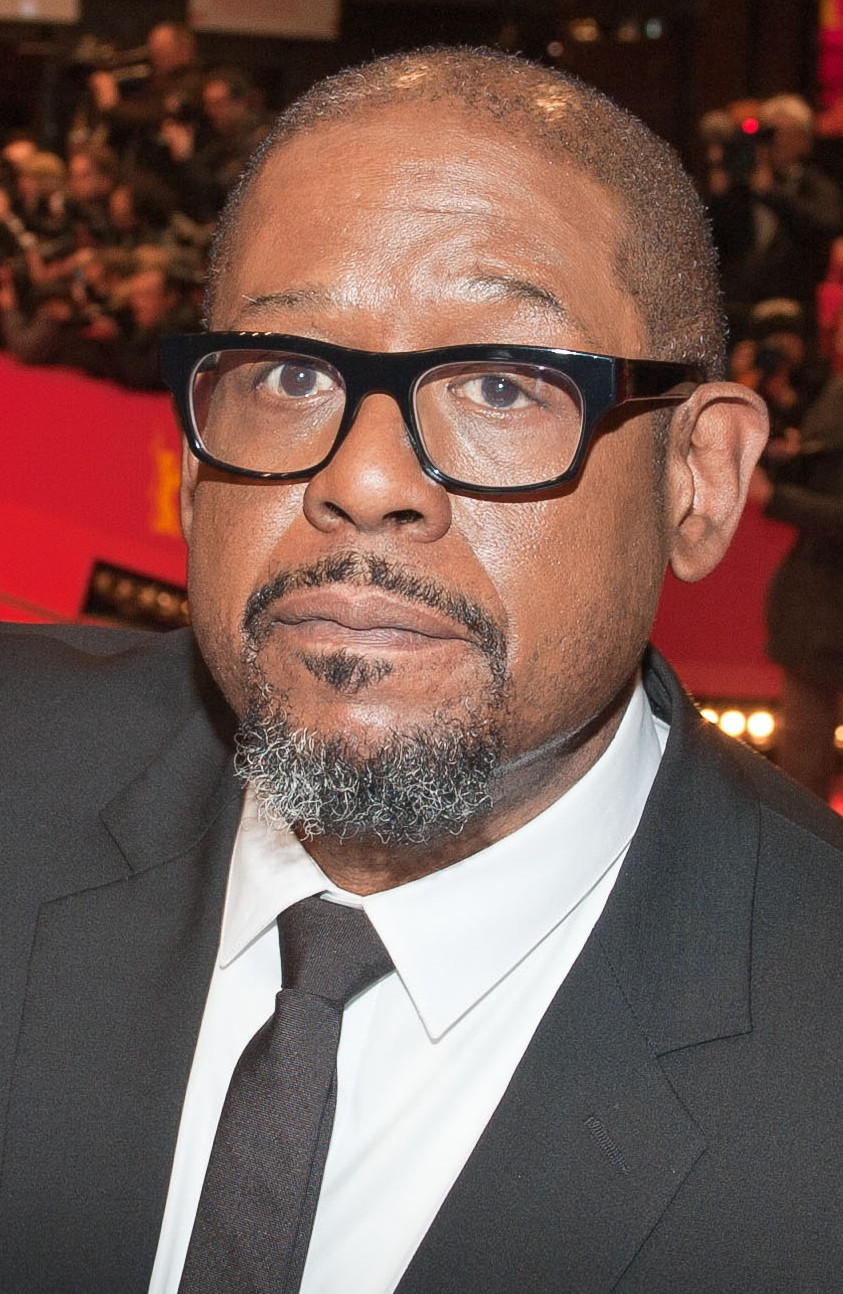
فارست ویتاکر، برنده بهترین بازیگر مرد فیلم درام

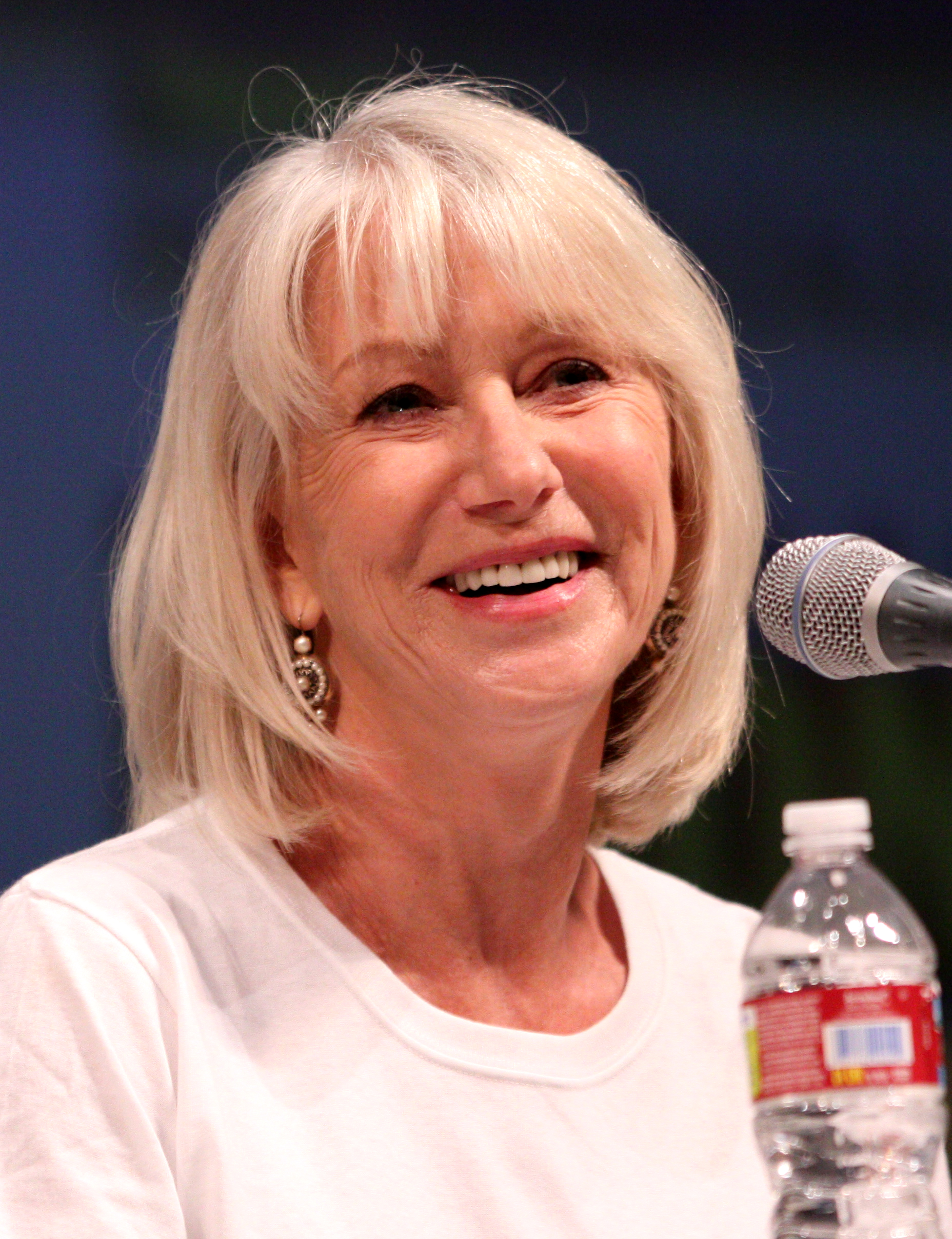
هلن میرن، برنده بهترین بازیگر زن فیلم درام

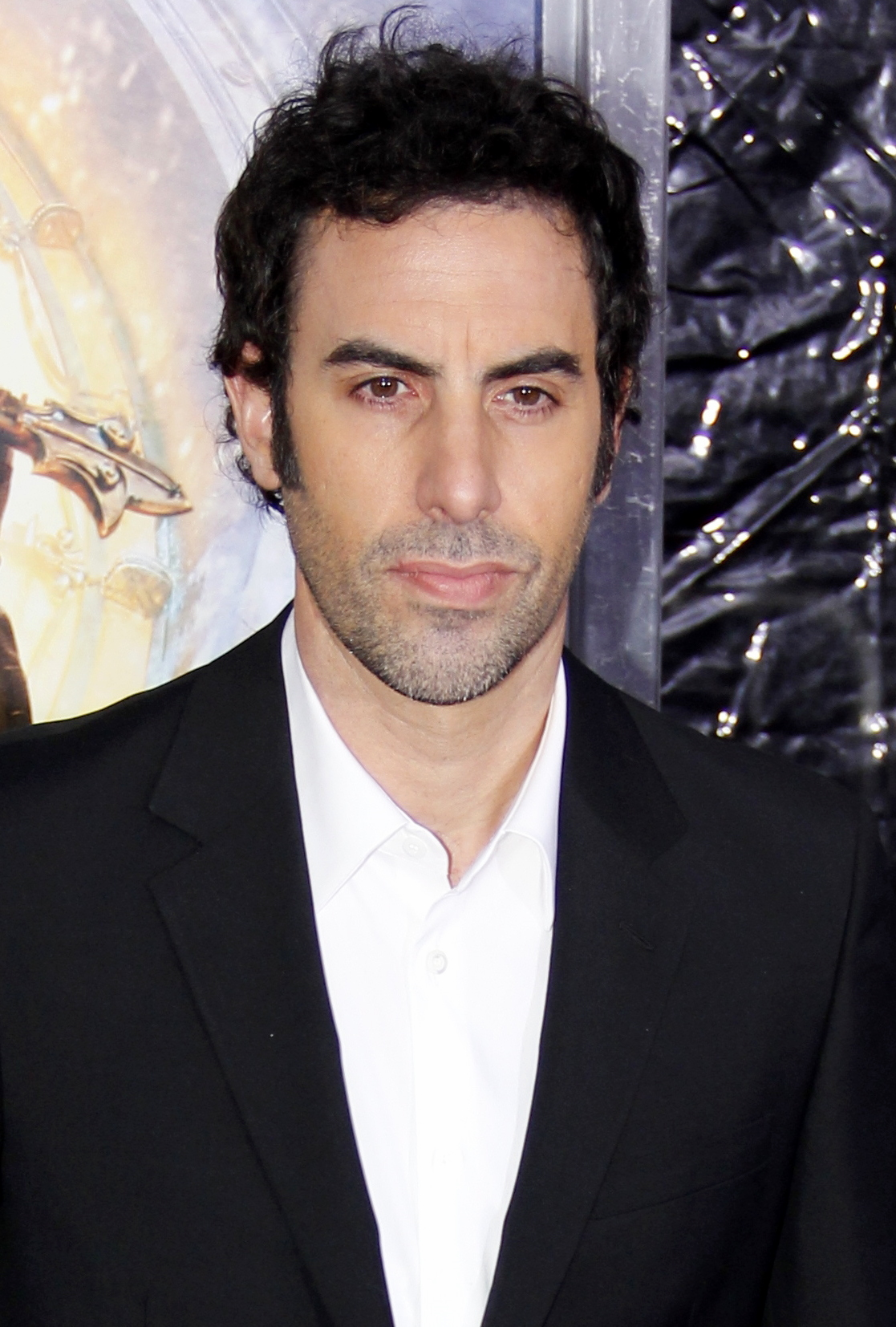
ساشا بارون کوهن، برنده بهترین بازیگر مرد فیلم کمدی یا موزیکال

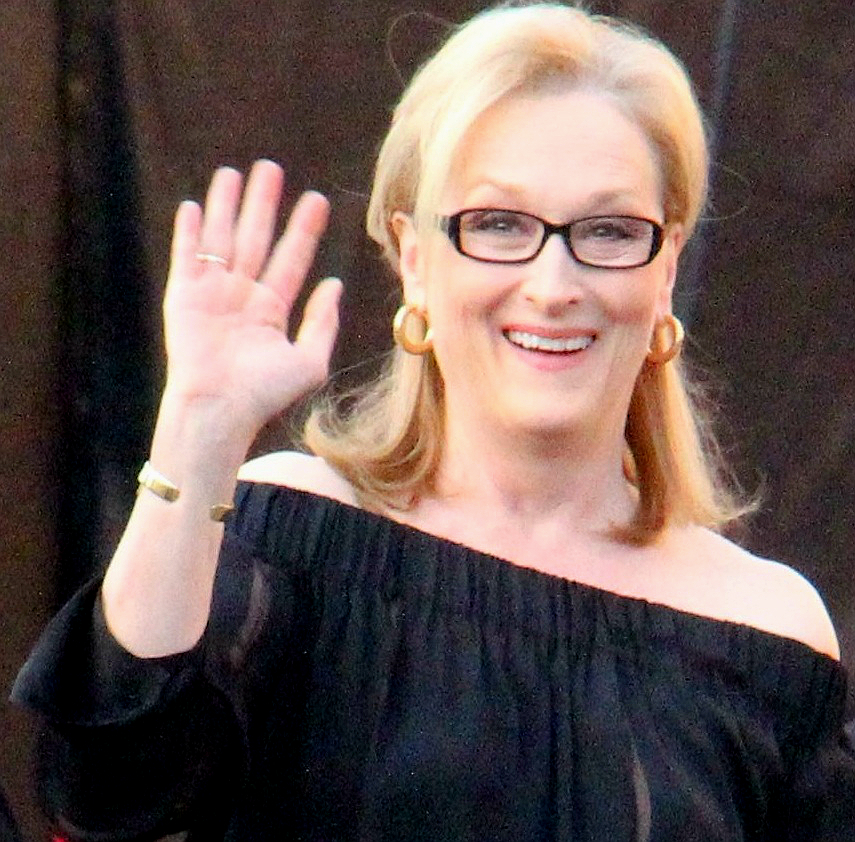
مریل استریپ، برنده بهترین بازیگر زن فیلم کمدی یا موزیکال

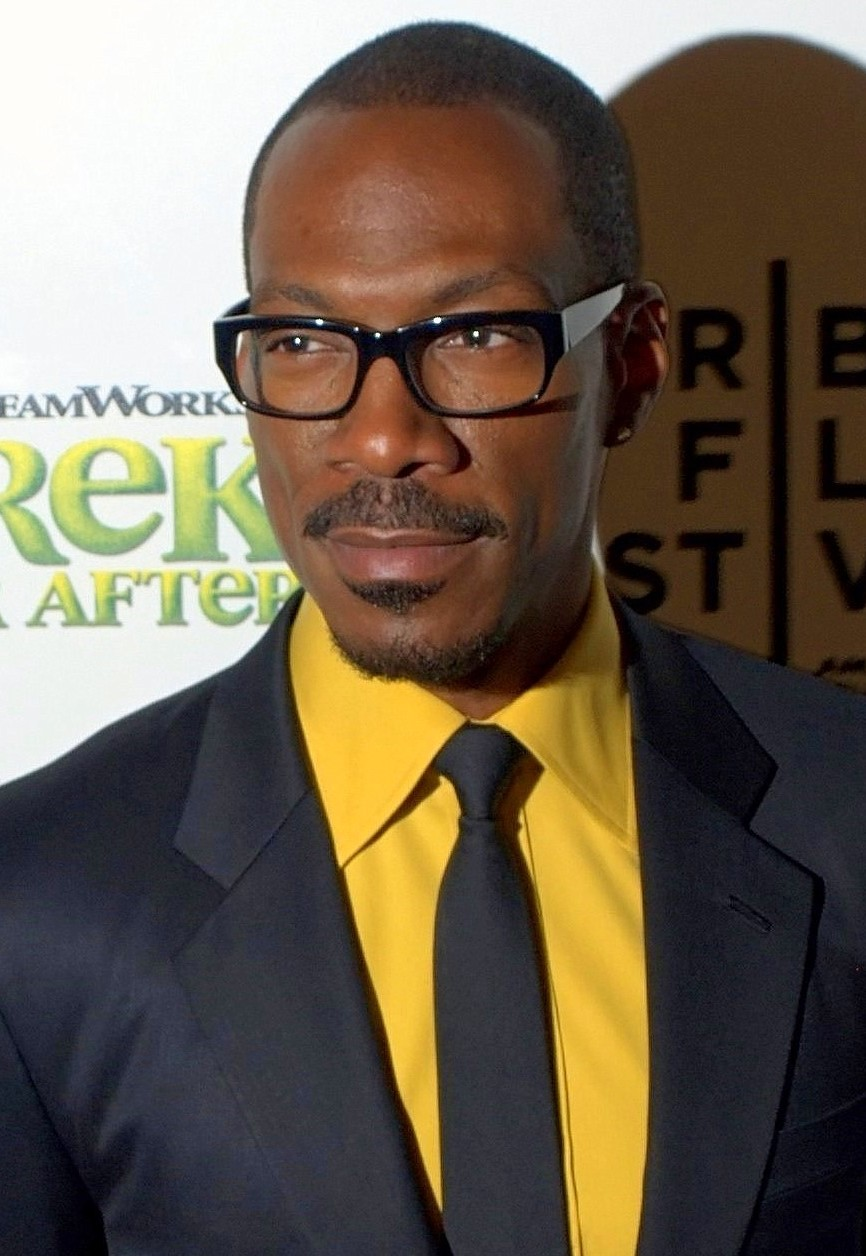
ادی مورفی، برنده بهترین بازیگر مکمل مرد فیلم درام

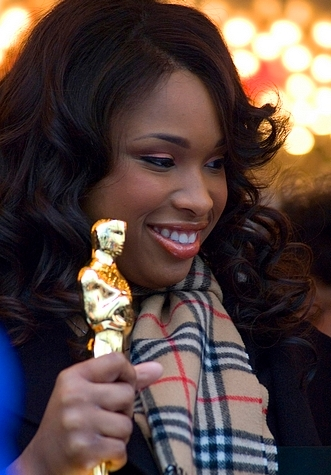
جنیفر هادسون، برنده بهترین بازیگر مکمل زن فیلم درام

| - - بابل - پاسبان - رفتگان - بچه‌های کوچک - ملکه | - - دختران رؤیایی - بورات: یادگیری‌های فرهنگی آمریکا برای انجام منفعت ملت پرشکوه قزاقستان - شیطان پرادا می‌پوشد - میس سان‌شاین کوچولو - با تشکر از شما برای سیگار کشیدن                             |
| بهترین اجرای فیلم - درام | |
| بهترین بازیگر مرد | بهترین بازیگر زن |
| - - فارست ویتاکر برای فیلم آخرین پادشاه اسکاتلند - لئوناردو دی‌کاپریو برای فیلم رفتگان - لئوناردو دی‌کاپریو برای فیلم الماس خونین - پیتر اوتول برای فیلم ناهید (سیاره) - ویل اسمیت برای فیلم در جستجوی خوشبختی                                                                                     | - - هلن میرن برای فیلم ملکه - پنه‌لوپه کروز برای فیلم بازگشت - جودی دنچ برای فیلم یادداشت‌هایی بر یک رسوایی - مگی جیلنهال برای فیلم Sherrybaby - کیت وینسلت برای فیلم بچه‌های کوچک                  |
| بهترین اجرای فیلم - موزیکال یا کمدی | |
| بهترین بازیگر مرد | بهترین بازیگر زن |
| - - ساشا بارون کوهن برای بورات: یادگیری‌های فرهنگی آمریکا برای انجام منفعت ملت پرشکوه قزاقستان - جانی دپ برای فیلم دزدان دریایی کارائیب: صندوقچه مرد مرده - آرون اکهارت برای فیلم با تشکر از شما برای سیگار کشیدن - چیوتل اهیرفور برای فیلم چکمه گره خورده - ویل فرل برای فیلم غریبه تر از داستان | - - مریل استریپ برای فیلم شیطان پرادا می‌پوشد - آنت بنینگ برای فیلمدر حال اجرا با قیچی - تونی کولت برای فیلم میس سان‌شاین کوچولو - بیانسه برای فیلم دختران رؤیایی - رنه زلوگر برای فیلم خانم پاتر  |
| بهترین اجرای برای نقش مکمل در فیلم- درام، موزیکال یا کمدی | |
| بهترین بازیگر نقش مکمل مرد | بهترین بازیگر نقش مکمل زن |
| - - ادی مورفی برای فیلم دختران رؤیایی - بن افلک برای فیلمهالیوودلند - جک نیکلسون برای فیلم رفتگان - براد پیت برای فیلم بابل - مارک والبرگ برای فیلم رفتگان | - - جنیفر هادسون برای فیلم دختران رؤیایی - آدریانا بارازا برای فیلمبابل - کیت بلانشت برای فیلم یادداشت‌هایی بر یک رسوایی - امیلی بلانت برای فیلم شیطان پرادا می‌پوشد - رینکو کیکوچی برای فیلم بابل |
| بهترین کارگردانی | بهترین فیلمنامه |
| - - مارتین اسکورسیزی برای کارگردانی رفتگان - کلینت ایستوود برای کارگردانی پرچم‌های پدران ما - کلینت ایستوود برای کارگردانی نامه‌هایی از ایووجیما - استیون فریرز برای کارگردانی ملکه - آلخاندرو گونزالز اینیاریتو برای کارگردانی بابل                                                               | - - ملکه - بابل - رفتگان - بچه‌های کوچک - یادداشت‌هایی بر یک رسوایی |

### فیلم‌هایی با چندین نامزدی
| نامزدی‌ها | فیلم                     |
| -------- | ------------------------ |
| ۷        | بابل                     |
| ۶        | رفتگان                   |
| ۵        | دختران رؤیایی            |
| ۴        | ملکه                     |
| ۳        | بچه‌های کوچک              |
| ۳        | یادداشت‌هایی بر یک رسوایی |
| ۳        | شیطان پرادا می‌پوشد       |

### فیلم‌هایی با چند جایزه
دختران رؤیایی ۳ گوی زرین و ملکه ۲ گوی زرین

## بهترین سریال تلویزیونی
| بهترین سریال                                      | بهترین سریال                                               |
| جایزه گلدن گلوب بهترین سریال تلویزیونی            | جایزه گلدن گلوب بهترین سریال موزیکال یا کمدی               |
| ------------------------------------------------- | ---------------------------------------------------------- |
| - - آناتومی گری - ۲۴ - عشق بزرگ - قهرمان‌ها - لاست | - - بتی زشته - کدبانوهای وامانده - انتورایج - اداره - ویدز |

## برندگان گوی زرین مرد و زن سریال تلویزیونی

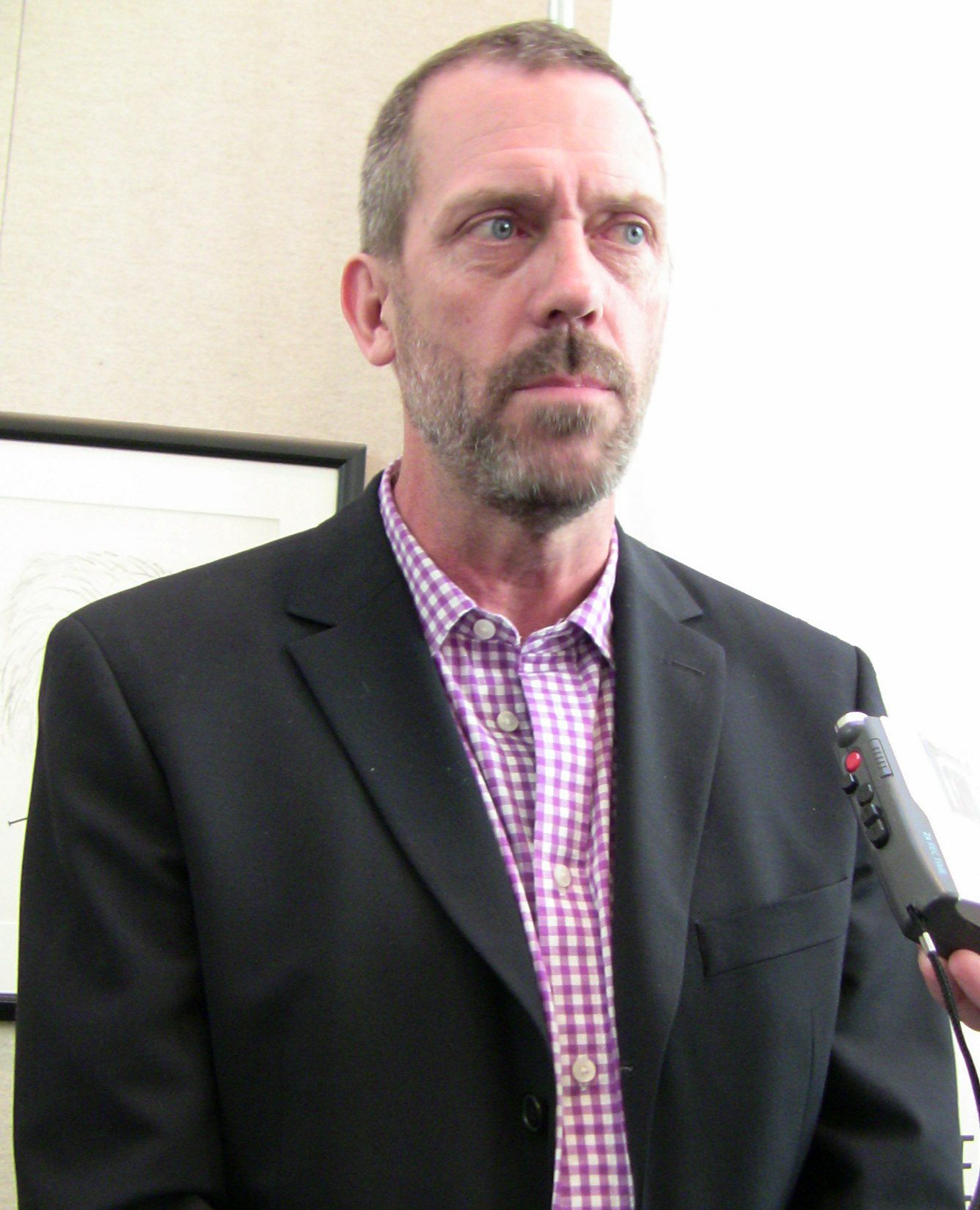
هیو لوری، برنده بهترین بازیگر نقش اول مرد در یک سریال تلویزیونی - درام
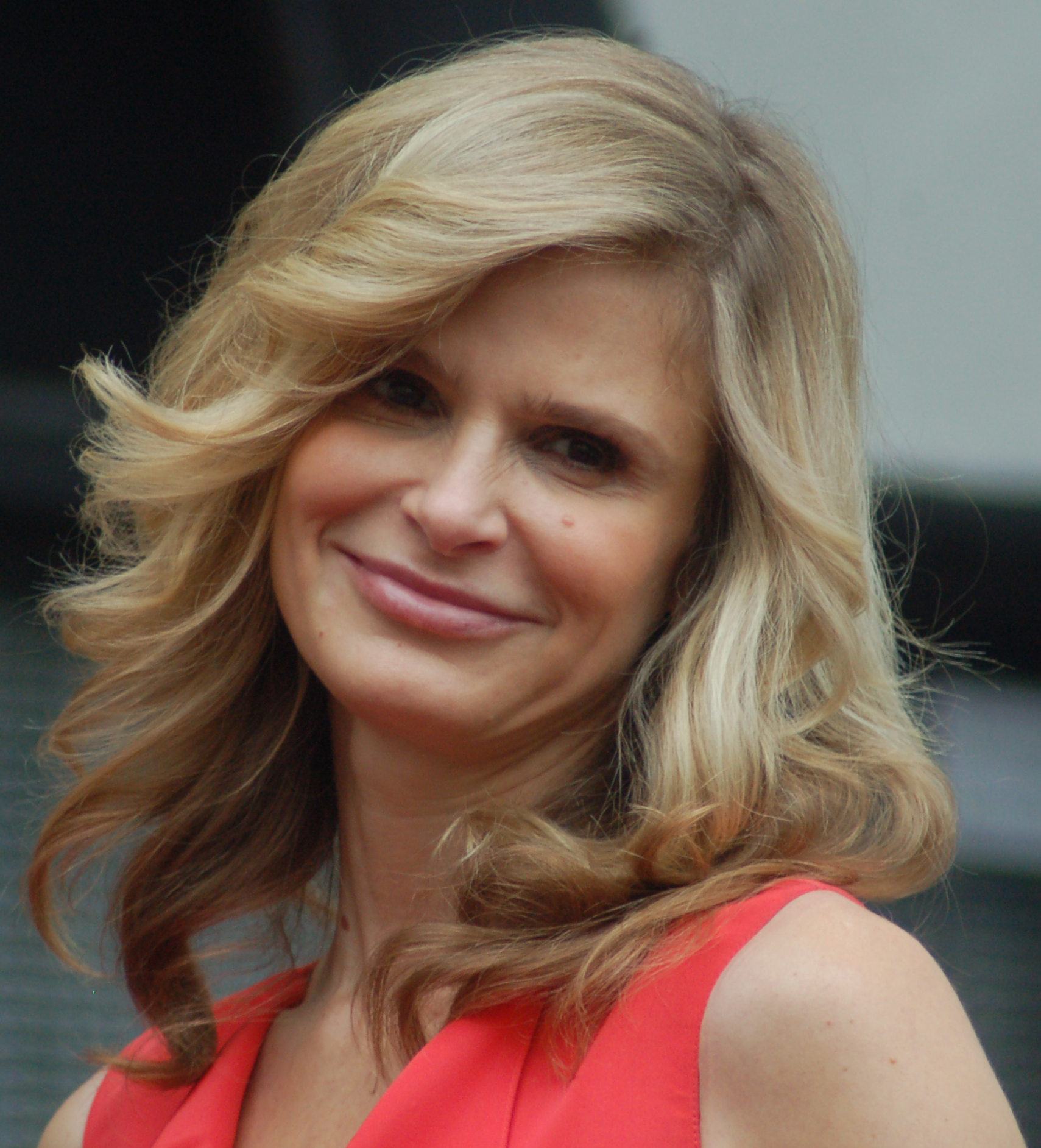
کیرا سجویک، برنده بهترین بازیگر نقش اول زن در یک سریال تلویزیونی - درام
الک بالدوین، برنده بهترین بازیگر نقش اول مرد در یک سریال تلویزیونی - موزیکال یا کمدیالک بالدوین، برنده بهترین بازیگر نقش اول مرد در یک سریال تلویزیونی - موزیکال یا کمدی
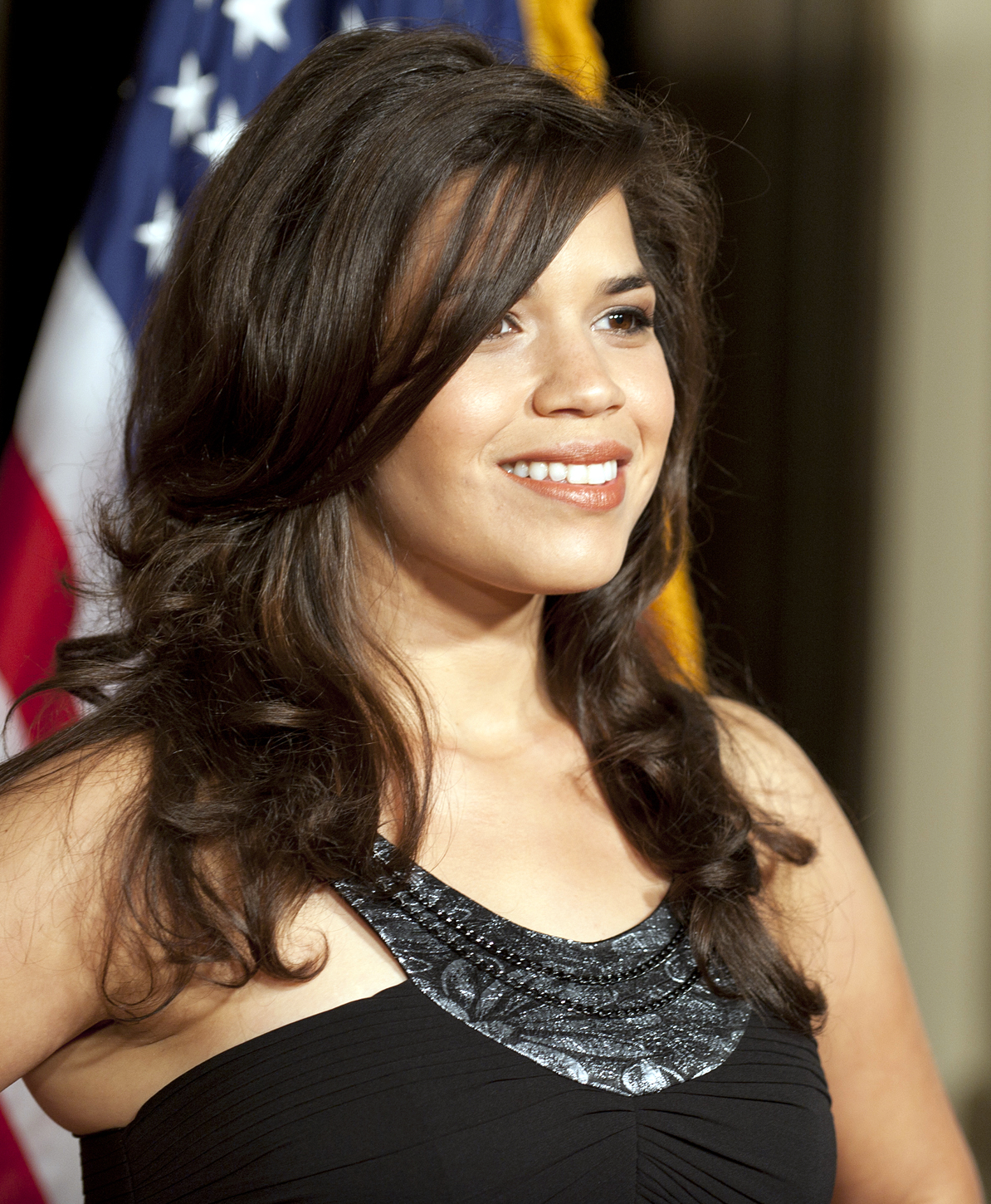
آمریکای فررا برنده بهترین بازیگر نقش اول زن در یک سریال تلویزیونی - کمدی یا موزیکال

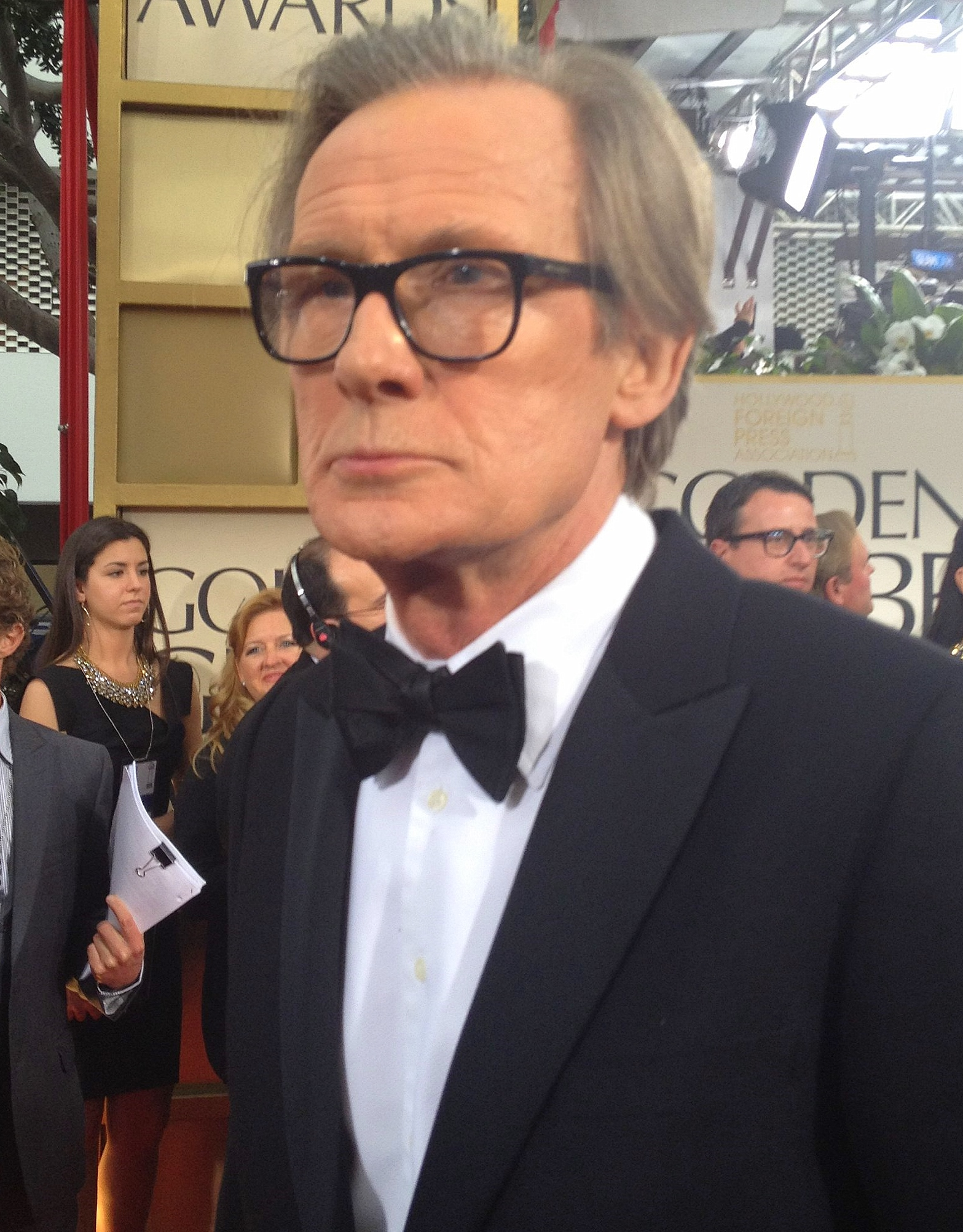
بیل نای، برنده بهترین بازیگر نقش اول مرد در یک مینی سریال یا فیلم ساخته شده برای تلویزیون
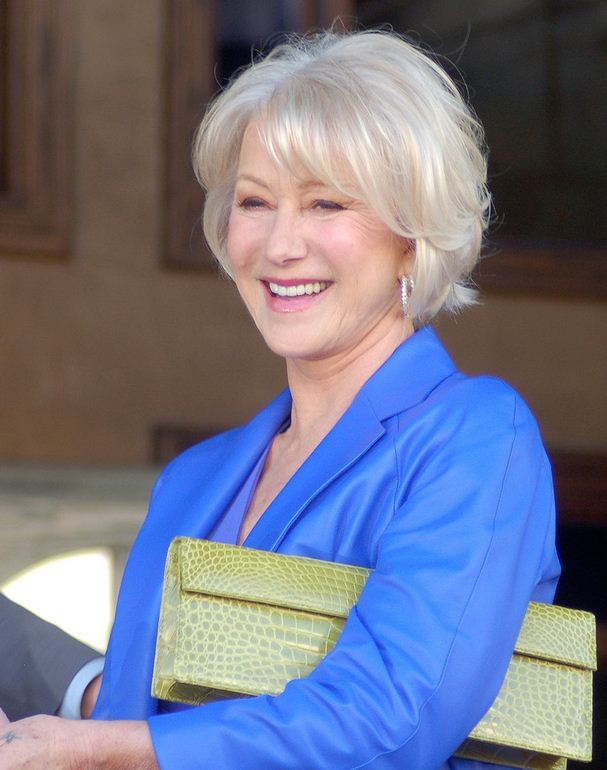
هلن میرن، برنده بهترین بازیگر نقش اول زن در یک مینی سریال یا فیلم ساخته شده برای تلویزیون
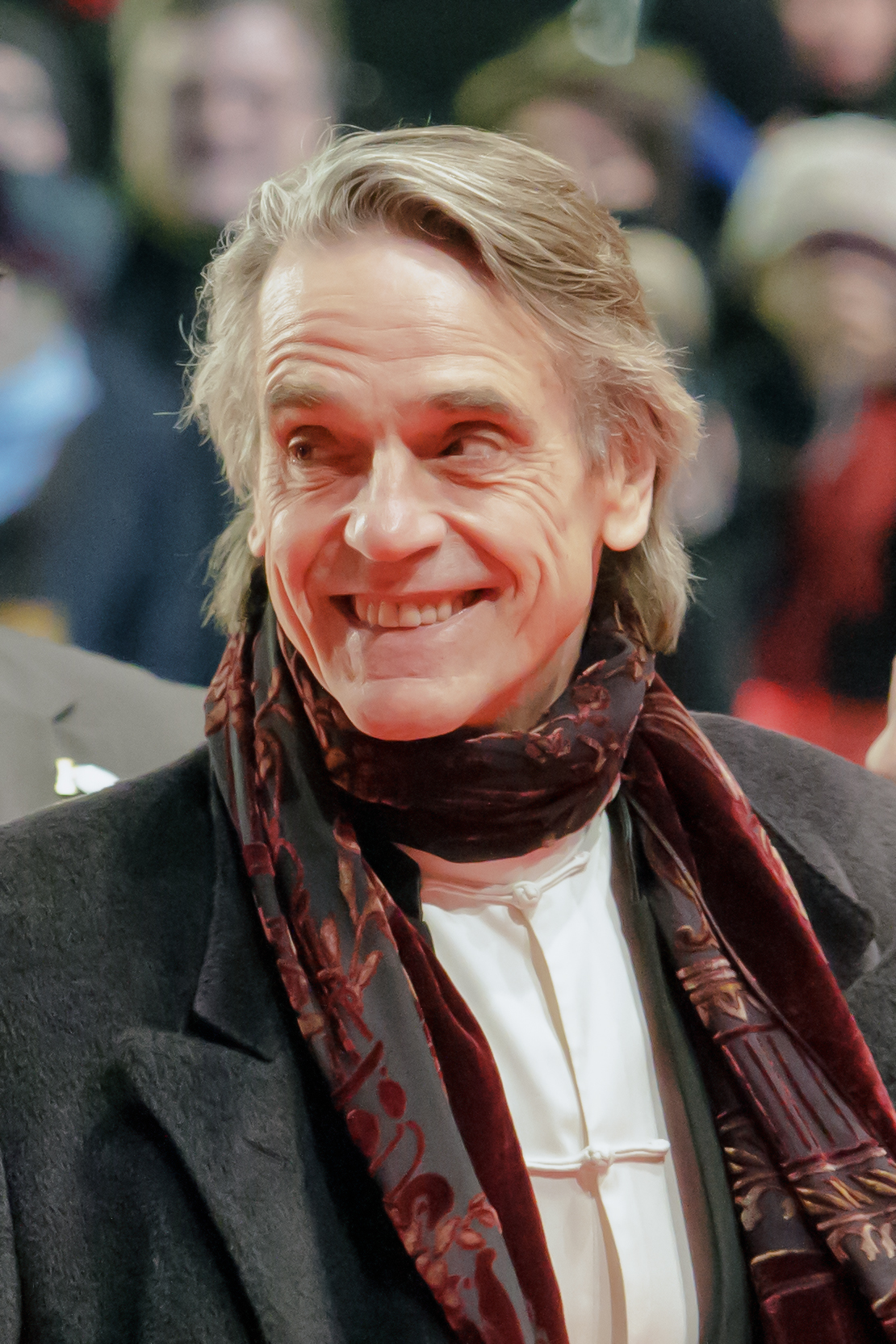
جرمی آیرونز، برنده بهترین بازیگر مرد در نقش مکمل در یک ، مینی سریال یا فیلم ساخته شده برای تلویزیون
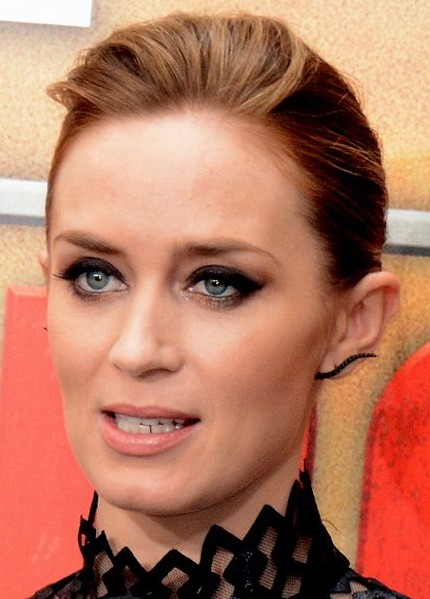
امیلی بلانت، برنده بهترین بازیگر زن در نقش مکمل در یک ، مینی سریال یا فیلم ساخته شده برای تلویزیون